# Centena de Himle

Localización de la centena de Himle en Halland

La centena de Himle (en sueco: Himle härad) fue una centena  en la provincia histórica Halland, Suecia. La centena estaba compuesta por las parroquias de  Grimeton,  Gödestad,  Hunnestad,  Lindberg,  Nösslinge,  Rolfstorp,  Skällinge,  Spannarp,  Stamnared,  Torpa,  Träslöv,  Tvååker y  Valinge; todo actualmente en el municipio de Varberg.

Escuedo de la centena